# Lancia Gamma-20HP
Der Lancia Gamma-20HP war ein Automobil von Lancia aus dem Jahre 1910.
Der Gamma wurde 1910 als Nachfolger des Lancia Beta-15/20HP präsentiert. Zum Unterschied zum Vorgängermodell hatte der Gamma einen Vierzylindermotor mit 3456 cm³ Hubraum, der das Fahrzeug bis auf eine Spitzengeschwindigkeit von 110 km/h beschleunigte. 258 Fahrzeuge wurden 1910 gebaut.